# Triacetato di alluminio
Il triacetato di alluminio è un organometallo contenente alluminio in stato di ossidazione 3+ di formula Al(CH3COO)3. In condizioni standard appare come un solido bianco solubile in acqua che si decompone attorno ai 200 °C. Assieme al diacetato di alluminio viene utilizzato come agente mordente per vernici e trova impiego in ambito terapeutico per le sue proprietà antipruriginose, astringenti ed antisettiche ad azione topica.

## Sintesi
Il triacetato di alluminio può essere sintetizzato facendo reagire in soluzione acquosa solfato di alluminio e diacetato di piombo:
{\displaystyle {\ce {3Pb(CH3COO)2 + Al2(SO4)3 -> 2Al(CH3COO)3 + 3PbSO4v}}}
Il solfato di piombo che si viene a formare precipita, lasciando in soluzione il triacetato di alluminio. Per eliminare gli eventuali residui di cationi piombo Pb2+ nella fase acquosa viene eseguita la seguente procedura: 

viene aggiunto alla soluzione dell'acido solforico, in modo da far precipitare gli ioni Pb2+ sotto forma di PbSO4; dopodiché la soluzione viene ulteriormente trattata con acetato di bario per eliminare gli ioni solfato SO2−4 in eccesso che precipitano come solfato di bario; infine si corregge il pH con acido acetico per scongiurare la formazione di idrossido di alluminio, ottenendo così una fase liquida il più pura possibile costituita da acqua, acido acetico e triacetato di alluminio, che verrà isolato per evaporazione degli altri due componenti.

## Reattività
Il triacetato di alluminio si idrolizza a caldo portando alla formazione di acido acetico e idrossido di alluminio:
Al(CH3COO)3 + 3H2O → 3CH3COOH + Al(OH)3↓
l'idrossido di alluminio è insolubile e precipita conferendo un aspetto torbido di colore biancastro alla soluzione. In virtù di questa caratteristica il triacetato di alluminio viene largamente usato come fissante per coloranti acidi.